# Olympische Sommerspiele 1992/Teilnehmer (Cayman Islands)
| Gelbes Symbol für Goldmedaillen mit stilisierten Olympischen Ringen | Graues Symbol für Silbermedaillen mit stilisierten Olympischen Ringen | Braundes Symbol für Bronzemedaillen mit stilisierten Olympischen Ringen |
| ------------------------------------------------------------------- | --------------------------------------------------------------------- | ----------------------------------------------------------------------- |
| —                                                                   | —                                                                     | —                                                                       |

Die Cayman Islands nahmen an den Olympischen Sommerspielen 1992 in Barcelona, Spanien, mit einer Delegation von zehn Sportlern (allesamt Männer) teil.

## Teilnehmer nach Sportarten

### Leichtathletik
- Kareem Streete-Thompson
100 Meter: Vorläufe
Weitsprung: 38. Platz in der Qualifikation

### Radsport
- Dennis Brooks
Straßenrennen: DNF

- Michele Smith
Straßenrennen: DNF

- Stefan Baraud
Straßenrennen: DNF
Mannschaftszeitfahren: 24. Platz

- Alfred Ebanks
Mannschaftszeitfahren: 24. Platz

- Don Campbell
Mannschaftszeitfahren: 24. Platz
1000 Meter Zeitfahren: 32. Platz

- Craig Merren
Mannschaftszeitfahren: 24. Platz

### Segeln
- Mark Clarke
Finn-Dinghy: 25. Platz

- Byron Marsh
Star: 26. Platz

- John Bodden
Star: 26. Platz